# 凱西·道森
凱西·道森（英語：Casey Dawson，2000年8月2日—），美國速度滑冰運動員，他代表美國隊參加了中國舉行的2022年冬季奧林匹克運動會，並且在男子團體追逐比賽上獲得銅牌。